# Apollo 11
La missió lunar nord-americana Apollo 11 va ser la primera a posar una persona a la superfície de la Lluna. Era la cinquena missió tripulada del programa Apollo.
La nau Apollo 11 va ser enviada a l'espai pel coet Saturn V des de Cap Canaveral (Florida, EUA). Es va enlairar el 16 de juliol de 1969, va arribar a la Lluna el 20 de juliol a les 20.17 UTC (21.17 CET, 14.17 CST) i va tornar a la Terra el 24 de juliol.
Quan l'Apollo 11 es va situar a l'òrbita lunar, Edwin E. «Buzz» Aldrin i Neil A. Armstrong es varen traslladar al mòdul lunar Eagle. Michael Collins va quedar-se a la nau donat suport a les maniobres del mòdul lunar. Quan Armstrong i Aldrin van acabar la seva feina a la superfície de la Lluna, van tornar a l'Eagle i van deixar la Lluna en vol vertical, fins a acoblar-se a la nau on els esperava Collins. Aleshores es van adreçar cap a la Terra. La nau Apollo 11 va caure a les aigües de l'oceà Pacífic, on va ser recuperada, prop de les illes Hawaii.
La missió va ser una fita decisiva de la programa espacial estatunidenc contra el programa espacial soviètic durant la cursa espacial i és considerada com un dels moments més significatius a la història de la humanitat. Va comptar amb la participació del bioquímic català Joan Oró.
| «                 | [És] un petit pas per a l'home, [però] un gran salt per a la humanitat. | » |
| — Neil Armstrong. |                                                                         |   |

## Programa Apollo
Durant els anys 60 i 70, els Estats Units es trobaven immersos en la Guerra Freda, un període de rivalitat geopolítica amb la Unió Soviètica. Aquesta disputa es manifestà en diversos àmbits, entre ells la Cursa Espacial. L'any 1957 la Unió Soviètica llançà a l'espai l'Spútnik 1, el primer satèl·lit artificial. L'esdeveniment sorprengué a tot el món, despertant la fascinació i els temors d'uns i altres. Va demostrar que els soviètics disposaven de la capacitat de llençar armes nuclears a distàncies intercontinentals i va desafiar les reivindicacions nord-americanes de superioritat militar, econòmica i tecnològica. Tot plegat va provocar l'anomenada Crisi de l'Spútnik i va desencadenar la Cursa Espacial. El president Dwight D. Eisenhower va respondre a l'Sputnik establint, l'any 1958, una nova agència governamental, l'Administració Nacional d'Aeronàutica i Espai (National Aeronautics and Space Administration, NASA) i iniciant el programa Mercury, que tenia com a objectiu el d'enviar un home a l'òrbita terrestre. Tot i això, el 12 d'abril de 1961, els soviètics tornaren a avançar els nord-americans amb el llançament de la Vostok 1, la qual duia el cosmonauta soviètic Iuri Gagarin, que es convertí en la primera persona a l'espai i la primera en orbitar la Terra. Gairebé un mes després, el 5 de maig de 1961, Alan Shepard es va convertir en el primer nord-americà a l'espai, completant un viatge suborbital de 15 minuts. Després de ser recuperat de l'Oceà Atlàntic, va ser felicitat pel successor d'Eisenhower, John F. Kennedy.
Donat l'avantatge assolit per la Unió Soviètica, la qual havia mostrat la capdavantera de la seva tecnologia de coets, Kennedy va escollir, entre les opcions presentades per la NASA, un repte més enllà de la capacitat dels coets existents en aquell moment, de manera que els Estats Units i la Unió Soviètica començarien en una posició d'igualtat. Una missió tripulada a la Lluna serviria per a aquest propòsit.
L'esforç per aterrar un home a la Lluna ja tenia un nom: el programa Apollo. Quan Kennedy es va reunir amb Nikita Khrusxov, el líder de la Unió Soviètica el juny de 1961, va proposar-li de convertir programa tripulat a la Lluna en un projecte conjunt, però Khrusxov va declinar l'oferta. Kennedy va tornar a proposar una expedició conjunta a la Lluna en un discurs a l'Assemblea General de les Nacions Unides el 20 de setembre de 1963 La idea d'una missió lunar conjunta va ser abandonada després de la mort de Kennedy.
Una primera i crucial decisió fou la d'escollir la trobada en l'òrbita lunar en lloc de l'ascens directe i la de la trobada en l'òrbita terrestre. Una trobada espacial és una maniobra orbital en què dues naus naveguen per l'espai i s'acoblen. El juliol de 1962, el cap de la NASA, James Webb, va anunciar que s'utilitzaria la trobada en l'òrbita lunar i que la nau espacial Apollo tindria tres parts principals: un mòdul de comandament (CM) amb una cabina per als tres astronautes i l'única part que tornaria a la Terra; un mòdul de servei (SM), que suportaria el mòdul de comandament en propulsió, energia elèctrica, oxigen i aigua; i un mòdul lunar (LM) que tindria dues etapes: una etapa de descens per aterrar a la Lluna i una etapa d'ascens per retornar els astronautes a l'òrbita lunar. Aquest disseny es traduïa en que la nau espacial podria ser llançada per un sol coet Saturn V que en aquells es trobava en desenvolupament.

## Tripulació
La tripulació inicialment assignada com a reserva de l'Apollo 9, formada pel comandant, Neil Armstrong, el pilot del mòdul de comandament, Jim Lovell, i el pilot del mòdul lunar, Buzz Aldrin, es va anunciar oficialment el 20 de novembre de 1967. Lovell i Aldrin havien volat anteriorment junts, com a tripulació del Gemini 12. A causa dels retards en el disseny i la fabricació del mòdul lunar, l'Apollo 8 i l'Apollo 9 van canviar ordre de les tripulacions principals i de reserva, i la tripulació d'Armstrong es va convertir en la tripulació reserva de l'Apollo 8. Basat en el sistema de rotació de les tripulacions, Armstrong es convertí llavors en l'esperat per comandar l'Apollo 11.

## Missió

### Enlairament i vol fins l'òrbita lunar
S'estima que un milió d'espectadors van veure el llançament de l'Apollo 11 des de les carreteres i platges de les rodalies del lloc de llançament. Entre els dignataris hi havia el Cap de l'Estat Major, General William Westmoreland, quatre membres del gabinet, 19 governadors estatals, 40 alcaldes, 60 ambaixadors i 200 congressistes. El vicepresident Spiro Agnew va veure l'enlairament amb l'expresident Lyndon B. Johnson i la seva dona Lady Bird Johnson. Al voltant de 3.500 representants de mitjans de comunicació, dels quals dos terços eren nord-americans i la resta d'altres 55 països, van ser presents a l'esdeveniment. A 33 països l'enlairament es va retransmetre en directe, als Estats Units hi hagueren uns 25 milions de teleespectadors. Milions de persones més van seguir-ho a través de la ràdio. El president Richard Nixon ho va seguir des de la Casa Blanca amb l'astronauta Frank Borman.
El Saturn V AS-506 va llançar l'Apollo 11 el 16 de juliol de 1969 a les 13.32.00 UTC (9.32.00 EDT). Als 13,2 segons del vol, el vehicle de llançament va començar a rodar cap al seu azimut de vol de 72,058 graus. L'aturada completa dels motors de la primera fase (S-IC) es va produir a uns 2 minuts i 42 segons de la missió, seguida de la separació del S-IC i l'encesa dels motors de la segona fase (S-II). Els motors del S-II es van parar i aquest es va separar al cap de 9 minuts i 8 segons, permetent la primera ignició del motor de la tercera fase (S-IVB) pocs segons després.
L'Apollo 11 va entrar en una òrbita terrestre gairebé circular a una altitud de 185,9 quilòmetres per 183,2 quilòmetres, al cap de dotze minuts del llançament. Després d'una òrbita i mitja, a les 16.22.13 UTC una segona ignició del motor de l'S-IVB va empènyer la nau cap a la seva trajectòria a la Lluna amb la injecció trans-lunar (TLI). Uns 30 minuts després, amb Collins al seient esquerre i als controls, es va dur a terme la maniobra de transposició, atracament i extracció. Això implicava separar el Columbia de l'S-IVB ja apagat, donar la volta i atracar amb el mòdul lunar Eagle que es trobava guardat al coet. Després de l'extracció del LM, l'Apollo es va dirigir cap a la Lluna, mentre que l'S-4B adoptà una trajectòria més enllà de la Lluna. Això es va fer a propòsit per tal d'evitar que la tercera etapa xocés amb la nau espacial, la Terra o la Lluna. Un efecte de fona al passar al voltant de la Lluna el va enviar a una òrbita heliocèntrica.
19 de juliol a les 17.21.50 UTC, l'Apollo 11 va apropar-se suficientment a la Lluna i va engegar el motor de propulsió del mòdul de servei per incorporar-se a l'òrbita lunar. Durant les trenta òrbites següents, la tripulació va poder visualitzar del seu lloc d'aterratge situat al sud del Mar de la Tranquil·litat, a uns 19 km al sud-oest del cràter Sabine D. La zona es va seleccionar per considerar-se suau a partir de les dades enviades per les sondes Ranger 8 i Surveyor 5, així com per la sonda espacial de mapatge de Lunar Orbiter, i perquè era poc probable que presentés desafiaments importants d'aterratge o de EVA. Es trobava a uns 25 quilòmetres al sud-est del lloc d'aterratge de la Surveyor 5 i a 68 quilòmetres al sud-oest del lloc on s'estavellà la Ranger 8.

## Arxius de so relacionats
- Anunci de John F. Kennedy d'anar a la lluna (1961) (?·pàg.) - (0:11min). (anglès)
- So de l'Apollo 11 aterrant a la lluna (?·pàg.)
- Neil Armstrong: «One small step for man, a giant leap for mankind» (?·pàg.) (anglès)